# Gulf Province (Papua-Neuguinea)
Gulf ist eine der 21 Provinzen von Papua-Neuguinea. Gulf ist etwa 34.500 km² groß und zählt 2011 rund 158.197 Einwohner. Hauptstadt ist Kerema mit 5116 Einwohnern im Jahr 2000 – etwa dreimal so vielen wie 1980.
Die Gulf Province liegt an der regenreichen Südküste des Landes am namengebenden Golf von Papua. Das Gebiet ist wegen Sümpfen und Schwemmland für den Straßenbau ungeeignet, so dass es nur 200 km Straßen gibt, und der Verkehr auf dem Wasser oder per Flugzeug stattfindet. Oft sind auch die Flugplätze von Hochwasser und Regenfällen überspült.
Etwa 15 große Ströme und etliche Flüsse durchziehen die Provinz. Die Existenzbedingungen sind so ungünstig, dass das Land dünn besiedelt ist und 30 % der hier Geborenen in andere Provinzen auswandern. Es gibt keine wichtigen Städte. Bis 1951 bestand das Gebiet aus zwei Provinzen, Gulf und Delta.
Die um Port Moresby lebenden Motu haben früher auf ihren mehrmonatigen Hiri-Handelsfahrten vor allem im Gebiet der Gulf-Provinz Sago-Palmmehl eingetauscht. Sago-Mehl ist allerdings wenig proteinreich. Wie anderswo auf der Insel waren früher auch in der Gulf Province Kopfjagden üblich.
Vier Hauptstämme bewohnen die Provinz: die Delta-Leute an der Küste sind Halbnomaden und gelten als träge. Die sesshaften Elema im Binnenland haben einen Ruf als fleißigere Künstler. Die Kamea an der Grenze zur Provinz Morobe sind klein, stämmig und gelten als sehr kriegerisch. Die Namau an der Küste sind bekannt für seltsamen Ungeheuern nachgebildete Kultobjekte.

## Distrikte und LLGs
Die Provinz Gulf ist in zwei Distrikte unterteilt. Jeder Distrikt besteht aus einem oder mehreren „Gebieten auf lokaler  Verwaltungsebene“, Local Level Government (LLG) Areas, die in Rural (ländliche) oder Urban (städtische) LLGs unterschieden werden.
| Distrikt        | Verwaltungszentrum | Bezeichnung der LLG-Gebiete |
| --------------- | ------------------ | --------------------------- |
| Kerema Distrikt | Kerema             | Central Kerema Rural        |
| Kerema Distrikt | Kerema             | East Kerema Rural           |
| Kerema Distrikt | Kerema             | Kaintiba Rural              |
| Kerema Distrikt | Kerema             | Kerema Urban                |
| Kerema Distrikt | Kerema             | Kotidanga Rural             |
| Kerema Distrikt | Kerema             | Lakekamu-Tauri Rural        |
| Kikori Distrikt | Kikori             | Baimuru Rural               |
| Kikori Distrikt | Kikori             | East Kikori Rural           |
| Kikori Distrikt | Kikori             | Ihu Rural                   |
| Kikori Distrikt | Kikori             | West Kikori Rural           |